# Hugo Resch
Hugo Friedrich Resch (* 17. März 1925; † 19. August 1994) war ein deutscher Zimbernforscher und ehemals Vorsitzender des Cimbern-Kuratoriums Bayern e. V. Er ist vor allem als Verfasser des zimbrischen Wörterbuches bekannt geworden.

## Leben
Als Zwanzigjähriger war er im Zweiten Weltkrieg in Ligurien/Italien, wo er die örtliche Sprache erlernte. Mitte der fünfziger Jahre begann er für das Arbeitsamt in Landshut zu arbeiten und warb italienische Gastarbeiter an. Hierdurch entstanden Kontakte zu den Dreizehn Veroneser Gemeinden. Im Illasi-Tal hörte er im Biartshaus (Wirtshaus) von Ljetzan das erste Mal Einheimische zimbrische Mundart sprechen, für deren Erforschung er sich fortan begeisterte. Dabei handelt es sich um eine Sondervariante des Baierischen. Regelmäßig bereiste er die Region, machte Notizen sowie Sprachaufnahmen und sammelte Volkslieder und Märchen. Zusammen mit dem Lehrer Carlo Nordera entstand schon bald die wissenschaftliche Arbeit Lietzan–Giazza. Als Ergebnis der darauf folgenden vier Jahrzehnte andauernden umfangreichen Sprachforschungen entstanden weitere viele Beiträge für die Landshuter Zeitung, zu Hörfunk- und Fernsehsendungen, welche von der ARD und vom Bayerischen Rundfunk ausgestrahlt wurden. Außerdem gab es viele mehrsprachige Veröffentlichungen. Er war Mitarbeiter der Redaktion Vita di Giazza. Später wurde diese Zeitschrift in Terra Cimbra umbenannt.
Auf seinen Initiative hin wurde 1970 in München das Cimbern-Kuratorium Bayern e. V. gegründet, dessen Geschäftsführer er viele Jahre lang war. Er übte dort die Tätigkeit als wissenschaftlicher Berater aus und wurde 1988 zum 1. Vorsitzenden gewählt.
Anfang der siebziger Jahre regte er an, den Sprachgebrauch des Zimbrischen wiederzubeleben. Schon wenige Jahre später war es wieder möglich, Zimbrisch in der Schule zu lernen.
Große Verdienste um die Erforschung von Sprache und Kultur der Zimbern erwarb er sich durch das Verfassen eines zimbrischen Wörterbuches im Umfang von etwa 300 Aktenordnern, womit er zum wissenschaftlichen Ansprechpartner für Universitäten in Deutschland, Österreich und Italien wurde. Zirka 25.000 Wörter und Redewendungen sind darin enthalten. Dessen Besonderheit ist, dass damit in einem Werk die drei zimbrischen Sprachen der Dreizehn und der Sieben Gemeinden sowie der von Lusern dargestellt werden und deren Gemeinsamkeiten und Unterschiede aufgezeigt werden. Dieses wurde von Anthony Rowley zusammen mit Remigius Geiser in eine elektronische Fassung überführt.
Außerdem engagierte er sich für die Pflege intensiver Kontakte mit den zimbrischen Gebieten in Oberitalien und beförderte damit die freundschaftlichen Beziehungen zu den Gemeinden des Landkreises Landshut, von denen viele Gemeindepartnerschaften zeugen, zu deren Mitbegründern er zählte. Auch der Landkreis Landshut selbst unterhält zur Provinz Vicenza und den Sieben Gemeinden auf der Hochebene von Asiago seit Jahrzehnten eine Partnerschaft. Die erste und damit älteste Partnerschaft existiert seit 1976 zwischen dem Markt Velden und der Gemeinde Roana.
Partnerschaften
| Begründung | deutsche Seite     | italienische Seite |
| ---------- | ------------------ | ------------------ |
| 1976       | Markt Velden       | Gemeinde Roana     |
| 1976       | Landkreis Landshut | Provinz Vicenza    |
| 1988       | Adlkofen           | Badia Calavena     |
| 2001       | Tiefenbach         | Lusern             |

Er ist Träger des Bundesverdienstkreuzes (verliehen 1973). Außerdem erhielt er den italienischen Stern der Solidarität (Cavaliere; verliehen 1968) sowie die Bürgermedaille der Stadt Landshut. International erwarb er sich in sprachwissenschaftlichen Kreisen den Ruf als „Botschafter Bayerns in Oberitalien“.
Er wurde in mehreren oberitalienischen Gemeinden zum Ehrenbürger ernannt:
- Roana (1974)[10]
- Lusern
- Badia Calavena
- Giazza und
- Pladen.

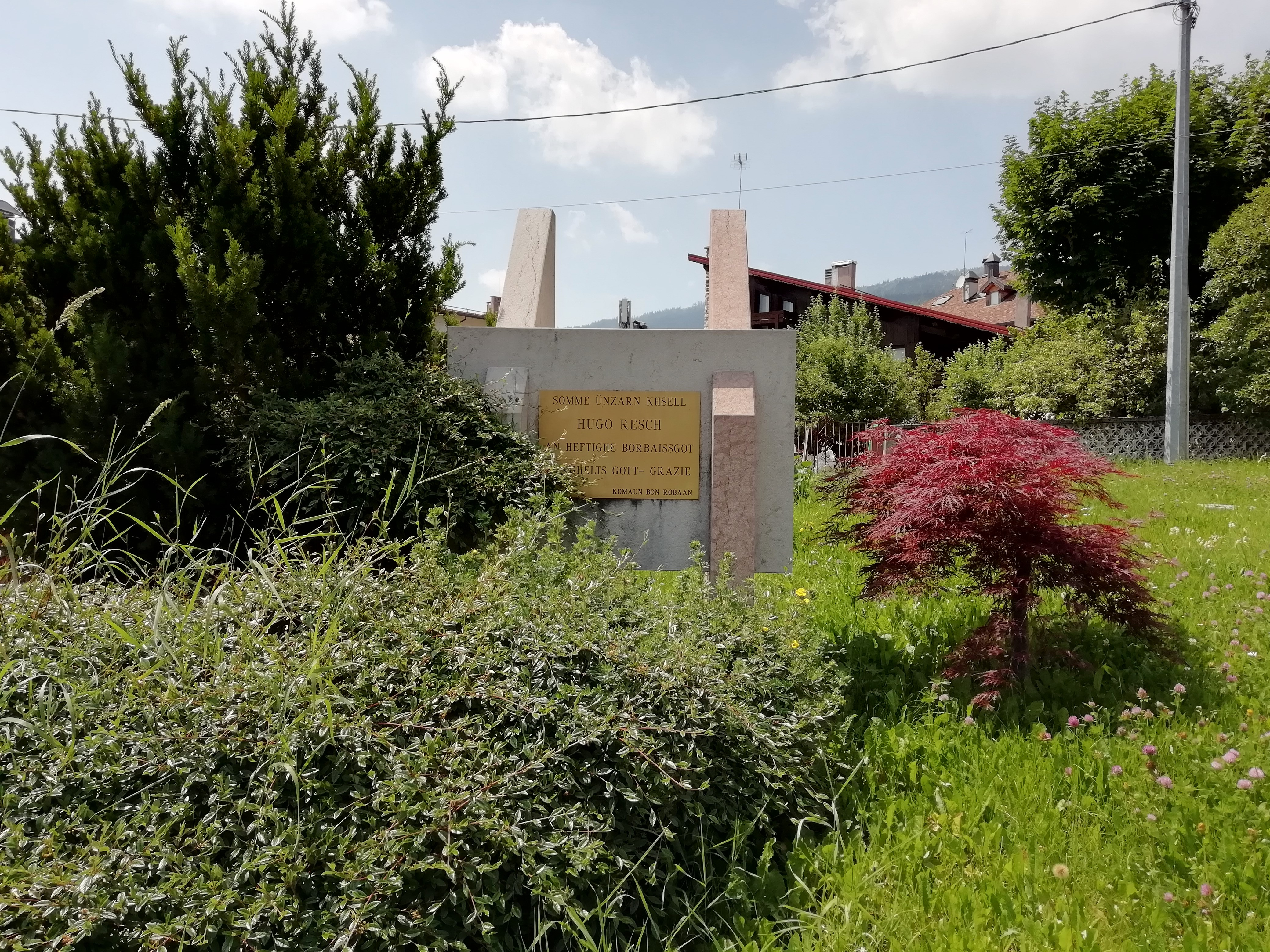
Denkmal für Hugo Resch in Roana

1994 ist er im Alter von 69 Jahren nach langer und schwerer Krankheit verstorben. 2013 wurde ihm in Roana neben dem Cimbrischen Kulturinstitut ein Denkmal gesetzt. Auf dessen Gedenktafel steht „Somme unsarn Khsell Hugo Resch ein heftighe Borbaissgott“ (dt. Unserem Freund Hugo Resch ein großes Dankeschön). Aus Anlass des 20. Todestages wurde ihm zu Ehren am 3. Oktober 2014 am Hugo-Resch-Denkmal in Roana im Beisein von Vertretern der Gemeinde ein Gedenkakt abgehalten.
Hugo Resch hat eine Tochter, Christine Fischer-Resch.

## Werke
- Hugo Resch, Carlo Nordera: Lietzan–Giazza
- Hugo Resch: Vergleichendes Cimbrisches Gesamtwörterbuch
- Hugo Resch: Zimbrisches Tonarchiv